# 신석연
《신석연》(중국어 간체자: 宸汐缘, 정체자: 宸汐緣, 병음: Chén xī yuán 첸시위안[*], Love And Destiny 러브 앤드 데스티니[*])은 중국의 텔레비전 드라마이다.